# منصة آستانا السياسية
منصة أستانا السياسية أو لجنة مبادرة آستانا هي لجنة منبثقة عن اجتماعات منصة آستانا للحل السياسي في سوريا، تأسست من قبل المشاركين في مؤتمري المعارضة السورية اللذين عقدا في العاصمة الكازاخستانية أستانا في شهري أيار وتشرين الأول من عام 2015 بدعم من الحكومة الكازاخستانية وإشراف حركة المجتمع التعددي السورية.

## الجدول الزمني للنشأة
- 9 أبريل 2015: بدأت فكرة منصة أستانا كمبادرة شخصية من السياسية السورية رندا قسيس حيث وجهت نداء من موسكو أثناء اجتماع جميع أعضاء منصة موسكو مع نور سلطان نزارباييف رئيس كازاخستان لاستقبال المعارضين السوريين من كافة الاتجاهات للوصول إلى تفاهمات يمكنها أن تكون أرضية جيدة لكل الدول وخصوصًا أن كازاخستان تتميز بعلاقات جيدة مع جميع الدول اللاعبة في المنطقة مما يعزز محاولات إيجاد حل سياسى في سورية.[1][2]
- 21 أبريل 2015: رد الرئيس الكازاخي نور سلطان نزارباييف من خلال وزير خارجيته إيرلان إدريسوف بخصوص النداء الذي وجهه سبعة من المعارضين السوريين في أوائل أبريل من موسكو، وتحدد آخر أبريل لتستقبل كازاخستان وفدًا من المعارضين للمباشرة في تحضيرات «منصة أستانا».
- 1 مايو 2015: استقبل وزير الخارجية الكازاخستانية، إيرلان إدريسوف رندة قسيس رئيسة حركة المجتمع التعددى في العاصمة الكازاخستانية أستانا، وجاء هذا اللقاء بهدف تبادل الرؤى والأفكار بما يخص الملف السورى والمسار السياسى للخروج من الأزمة السورية، كما تناولا موضوع التحضيرات للبدء في إنشاء منصة مشاورات تجمع المعارضين السوريين في العاصمة الكازاخستانية أستانا.[3]

- 21 مايو 2015: أعلن وزير خارجية كازاخستان، إيرلان إدريسوف، أن المفاوضات بين أطياف المعارضة السورية ستجرى في العاصمة الكازاخستانية، أستانا، الأسبوع التالي، وجاء ذلك على هامش المنتدى الاقتصادى.[4]

- 26 مايو 2015: (اليوم الأول في محادثات منصة أستانا السياسية) تم التطرق فيه إلى الملف الإنسانى والمساعدات الإنسانية التي يمكن لكازاخستان تقديمها إلى أربع مناطق وهي المنطقة الواقعة تحت سيطرة النظام ومنطقة الشمال والجنوب الخارجتين عن سيطرة النظام ومنطقة الإدارة الذاتية.[5]
- 27 مايو 2015 : (البيان الختامي للمشاورات حول الأزمة السورية) وجاء كالتالى:

«يعلن المجتمعون في أستانا (خلال الفترة 27/26/25 مايو)، وبرعاية كريمة من الحكومة الكازاخية، عن قناعتهم إن الحل السياسي هو الأساس والمقدمة لأى حل محتمل ينقذ البلاد والعباد من هذه المأساة. وبدأ جليا إنه لا يمكن أن يحسم هذا الصراع من قبل أي طرف من الأطراف المسلحة، لا بد من الجلوس إلى طاولة التفاوض لإيجاد الأسس السياسية لإحلال السلام الوطني الشامل. إن الانحياز للحل السياسي- التفاوض، هو نتاج قناعة راسخة لدى المجتمعين تعبر عن رغبة السوريين جميعا في إنقاذ بلادهم»
واتفق المشاركين في حوار أستانا التشاوري حول تسوية الأزمة السورية بالإجماع على حضور اجتماعات «أستانا 2»، وأقروا بالغالبية إعلان أستانا.

## اجتماعات ما بعد التأسيس
- 24 سبتمبر 2015 : خلال جلسة رسمية في القصر الجمهوري بآستانا عاصمة كازاخستان، شاركت رندا قسيس رئيسة حركة المجتمع التعددي في سوريا والمشرفة على مسار آستانا للحل السياسي، حيث قدمت عرضاً موسعاً لجديد الملف السوري، وأكدت على ضرورة إيجاد حل سياسي عاجل وشامل للأزمة السورية التي تم نقاشها مطولاً.[9]
- 2 أكتوبر 2015: شاركت المنصة في مؤتمر «أستانا - 2» للمعارضة السورية[10][11]
- 18 نوفمبر 2015: استقبل المبعوث الخاص لرئيس الاتحادية الروسية ونائب وزير الخارجية ميخائيل بوغدانوف رئيسة منصة أستانا رندا قسيس، حيث تبادل الجانبان وجهات النظر حول تطورات الوضع في سوريا وبحثا سبل تكثيف الجهود لإطلاق العملية السياسية على أساس بيان جنيف لعملية تسوية الأزمة السورية في 30 يونيو 2012، وذلك في إطار أحكام الإعلان الختامي للاجتماع الوزاري لمجموعة الدولية والتي من شأنها أن تدعم سوريا في فيينا يوم 14 نوفمبر تشرين الثاني.[12][13]
- 18 فبراير 2016: استقبل الأمين العام لجامعة الدول العربية نبيل العربي رندا قسيس رئيسة حركة المجتمع التعددي ورئيس منصة أستانا في مكتبه بالقاهرة حيث ناقشا الحالة السورية ومآلات الحل السياسي، كما أبدت قسيس أملها بالوصول إلى الأهداف المحددة من خلال بيان مؤتمر فيينا 2، وتمنت أن ينفذ وقف إطلاق النار وأن تصل المساعدات الإنسانية بالرغم من النوايا الحربية لكل من أنقرة والرياض.[14][15]
- 10 مارس 2016: استقبل وزير الخارجية الروسي سيرغي لافروف في موسكو السيدة رندا قسيس رئيسة منصة أستانا السياسة حيث بحثا آفاق تسوية الأزمة السورية واستئناف العملية التفاوضية في هذا السياق بين الحكومة والمعارضة السورية. وتركز الاهتمام خلال اللقاء، على ضمان الالتزام الصارم بنظام وقف إطلاق النار المعلن عنه اعتبارا من 27 فبراير/شباط 2016، في سوريا ومواصلة الكفاح بلا هوادة ضد «داعش» وغيره من التنظيمات الإرهابية، طبقا لقرار مجلس الأمن الدولي 2268، وأكد الطرفان، في الوقت ذاته، على أهمية إطلاق العملية التفاوضية الثابتة تحت رعاية الأمم المتحدة وبأسرع وقت ممكن بين الحكومة والمعارضة السورية، وفقا لأحكام قرار مجلس الأمن الدولي رقم 2254، وقد لفت لافروف وقسيس إلى وجوب إشراك كل الأطراف السورية المعنية في هذه المفاوضات، وفق بيان ميونيخ الصادر عن المجموعة الدولية لدعم سوريا، وعلى وجه الخصوص أولئك المعارضين الذين يؤيدون مقررات اجتماعات أطياف المعارضة السورية في موسكو والقاهرة، ومن ضمنهم ممثلي القوى الكردية.[16][17][18]

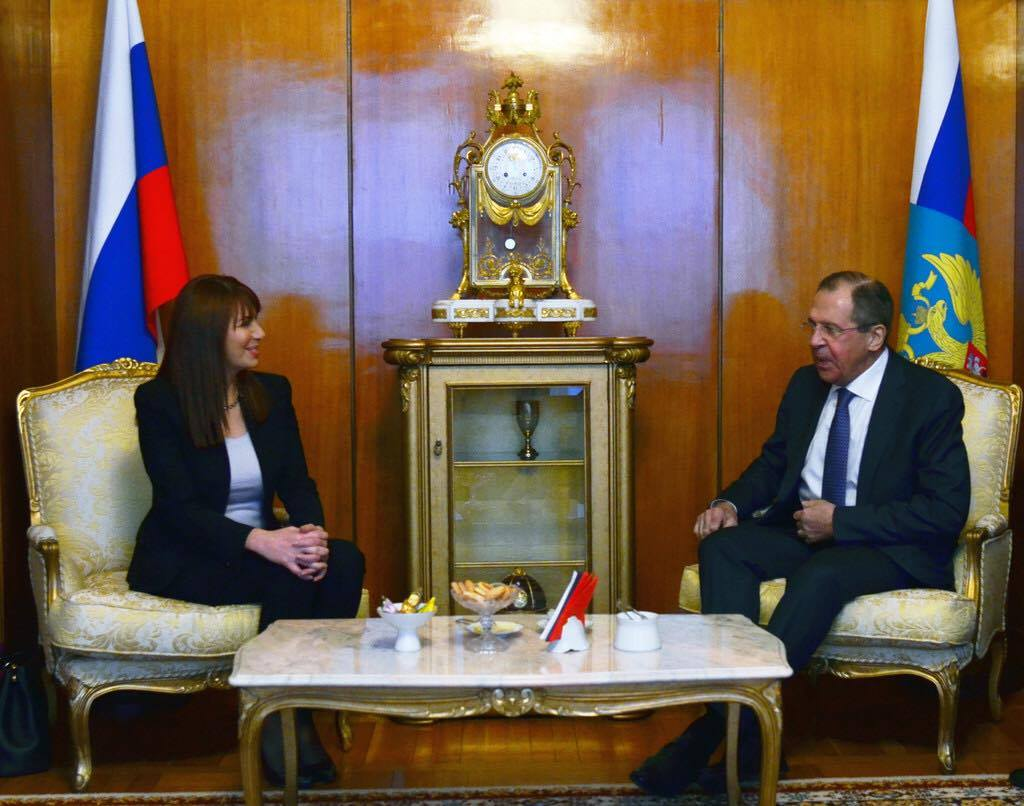
رئيسة منصة أستانا السياسية رندة قسيس مع وزير الخارجية الروسي سيرغي لافروف

- 25 ابريل 2016: اجتمعت السياسية رندا قسيس رئيسة منصة آستانا السياسية بالسيد غيناتي غاتيلوف نائب وزير خارجية روسيا الإتحادية في مقر البعثة الروسية بجنيف وبحث الجانبان تطورات الملف السوري، وسبل دعم الحل السياسي المنشود، كما ناقشا موقف موسكو من المستجدات الأخيرة بشكل عام، حضر اللقاء السيد فابيان بوسار رئيس المركز الفرنسي للعلاقات السياسية والخارجية، وعدد من المسؤولين الروس في وزارة الخارجية والبعثة بجنيف.[19]
- 25 نوفمبر 2016: لقاء رئيس منصة أستانا مع دونالد ترامب جونيور (الابن) وحديث حول أهمية الدور الروسي، باعتباره «جزءا مهما في الحل السياسي بسوريا» ووضع خارطة اتفاق روسي أمريكي بشأن حل الأزمة في سوريا.[20]
- 15 فبراير 2017: أجرت رئيسة منصة أستانا رندا قسيس مقابلة مع وزير الخارجية الكازاخستاني قيرات عبدرحمانوف في العاصمة الكازاخستانية أستانة، لبحث آخر التطورات المتعلقة بمفاوضات أستانا وسبل تعزيز الجهود لإيجاد مخرج للأزمة السورية.[21]
- 25 أبريل 2017: اجتمعت رندا قسيس رئيسة منصة آستانا السياسية بنائب وزير الخارجية الروسي غيناتي غاتيلوف بمقر البعثة الروسية في مدينة جنيف السويسرية، وبحث الجانبان تطورات الملف السوري وآخر مستجدات العملية السياسية. حيث صرحت قسيس أن الجانب الروسي يدعم كل أنشطة وأعمال منصة آستانة السياسية، وخصوصاً مجموعة العمل على الدستور السوري المستقبلي التي ستعمل جنباً إلى جنب مع مجموعة مكافحة الإرهاب، وأضافت: أنه سيتم دعوة خبراء دوليين ومختصين من الدول الخمسة دائمة العضوية في مجلس الأمن للمشاركة في جلسات مجموعتي العمل التي من المفترض أن تنعقد في جنيف منتصف شهر مايو.[22]
- 30 نوفمبر 2017: بحثت رندا قسيس رئيسة منصة آستانا السياسية، مع ستافان دي مستورا المبعوث الدولي إلى سوريا، آخر المستجدات السياسية والتفاوضية مؤخراً. وتطرق الجانبان إلى التحضيرات التي تسبق مؤتمر الحوار الوطني السوري في مدينة سوتشي الروسية.[23]
- 18 يونيو 2018 : بحثت رندا قسيس رئيسة منصة آستانا السياسية مع ألكسندر لافرنتيف مبعوث الرئيس الروسي فلاديمير بوتين للشأن السوري وسيرجي فيرشينين نائب وزير الخارجية الروسي والجنرال سيرغي افاناسييف نائب رئيس هيئة الأركان العامة للقوات المسلحة الروسية في مدينة جنيف السويسرية جديد العملية السياسية في سوريا، وسبل إنجاح مقررات مؤتمر سوتشي بما يخص اللجنة الدستورية.[24][25]
- 26 أكتوبر 2018 : شاركت رندا قسيس رئيسة منصة آستانا السياسية على مدار اسبوع كامل بإجتماعات سياسية برعاية منظمة سانت إيجيديو في روما ضمت شخصيات سورية معارضة من مختلف القوى، وشملت كلاً من حاضرة الفاتيكان ووزارة الخارجية الإيطالية قبيل الإعلان الرسمي عن مبادرة سانت إيجيديو للسلام في سوريا.[26]
- 25 فبراير 2019 : لقاء بين وزير الخارجية الكازاخي بيلبوت اتاماكوف وبين رندا قسيس رئيسة منصة أستانا السياسية وفابيان بوسارت رئيس مركز العلاقات السياسية والخارجية بحضور نائب وزير الخارجية رومان فاسيلينكو ومدير مكتب الشرق الأوسط ايداربيك توماتوف، تكلموا فيه عن الأزمة السورية وأهمية الوصول إلى سلام تفاوضي مؤسس على احترام التعددية.[27]
- 16 مارس 2019 : اجتمعت رندا قسيس في باريس مع المبعوث الأمريكي إلى سوريا جويل رايبرن، وتحدثت معه حول العملية السياسية، واللجنة الدستورية، ودعم جهود المبعوث الأممي الجديد، مؤكدة على وجود “أرضية مشتركة" مع الرؤية الأمريكية.[28]

## المشاركات في المحادثات

### المشاركة في محادثاتجنيف 3
شاركت منصة استانا السياسية في محادثات جنيف مع منصة موسكو والقاهرة ضمن وفد واحد بعد دعوتهم من قبل المبعوث الاممي من أجل سوريا ستافان دي ميستورا.

### الاستبعاد من محادثاتجنيف 4
تم استبعاد منصة أستانا من قبل السيد ديمستورا في جنيف 4 تحت دعوي أن فرنسا ممثلة في وزير خارجيتها، قد وضع فيتو على منصة أستانا إضافة إلى قطر.

### المشاركة فيمؤتمر سوتشي
شارك وفد من منصة استانا في مؤتمر الحوار الوطني السوري في مدينة سوتشي في دولة روسيا الاتحادية تحت رئاسة رندة قسيس حيث كانت قسيس أحد أعضاء الرئاسة في مؤتمر الحوار الوطني السوري.

### اجتماعات جنيف
في 13 يوليو 2017 نظمت منصة أستانا السياسية اجتماعين مهمين في جنيف، كان الأول حول الدستور السوري المستقبلي، والثاني، حول اتفاقية مناطق خفض التصعيدحضر الاجتماعات وحاضر بها وزيرا خارجية تركيا وإيطاليا السابقان، يشار ياكيش وجوليو تريسي، والخبير الدستوري الفرنسي إكسافيه لاتور، وغيرهم من الخبراء الاستراتيجيين الأجانب بصفة مستشارين بالإضافة إلى رندة قسيس رئيسة المنصة.
أهم التوصيات التي خرج بها المشاركون في اجتماع الدستور
• أن يكتب السوريون دستورهم بأيدهم وبما يخدم مصالحهم.
• أن يكون شكل الحكم في سوريا المستقبل «رئاسيا برلمانيا مختلطا»
• أن يُدرج في الدستور المستقبلي شكل الحكم في الدولة (فيدراليًا أو لا مركزيًا موسعًا).
• أن يصون الدستور المستقبلي مقومات الهوية الوطنية السورية بمكوناتها القومية والدينية والثقافية.
• أن يضمن الدستور المستقبلي توزيعًا صحيحًا وعادلاً لصلاحيات «الرئاسة والبرلمان والجيش» في سوريا.
• أن يلتزم الدستور بتمكين دور المرأة السورية في المجتمع وداخل منظومة الحكم.
أهم التوصيات التي أصدرها المشاركون في اجتماع خفض التصعيد
• ضرورة شمول اتفاقية خفض التصعيد جميع مناطق النزاع في سوريا.
• ضرورة عودة المجتمع إلى الحياة المدنية في تلك المناطق.
• عدم إعفاء النظام من التزاماته الخدمية والاقتصادية في مناطق خفض التصعيد.
• وضع حد لكافة أساليب التهجير وتأمين عودة المهجرين لمدنهم الأصلية.
• إخراج الميليشيات الأجنبية والاكتفاء بالقوى العسكرية للدول الضامنة.
• وضع جدول زمني محدد لتوقيت انسحاب كافة القوى الضامنة من مناطق خفض التصعيد.
• عدم تطبيق سياسة مناطق خفض التصعيد بشكل جزئي ومتقطع.
• ضرورة إعداد مشاريع قادرة على إعادة نبض الحياة المدنية في مناطق التخفيض.
• تفعيل المؤسسات الخدمية والاقتصادية والمدنية، للانتقال بالواقع من اقتصاد الحرب إلى اقتصاد السوق والعمل المدني.

## مبادرة إنشاء لجنة دستورية سورية (إقتراح مسودة للدستور السوري)
في 29 مارس 2017، بعد فشل محادثات جنيف تحت رعاية الأمم المتحددة، قررت منصة آستانا الاستمرار بالعمل السياسي عام 2017 ولمدة عام كامل حيث بدأت المنصة منذ بداية العام دعوة معارضين وخبراء دستوريين سوريين وأجانب لصياغة مسودة دستور جديد لسوريا والعمل على تشكيل لجنة دستورية. وبالمشاركة مع مركز العلاقات السياسية والخارجية تمت دعوة وزيرا الخارجية، يشار ياكيس الوزير السابق للخارجية التركية ويوليو تيردزي، وزير خارجية إيطاليا السايق كما تمت دعوة خبراء دستوريين أجانب ومنهم الفرنسي اكسافييه لاتور.
تم الانتهاء من مسودة دستور جديد لسوريا في نهاية عام 2017 وخلال العام نفسه اجتمعت رئيسة منصة استانا بعدة مسؤولين روس في موسكو وجنيف لمناقشة آخر المستجدات وضرورة البدء بتشكيل لجنة دستورية هدفها كتابة دستور جديد كما التقت رندا قسيس بوزير الدفاع الروسي سيرغي شويغو في 6 كانون الأول عام 2017.
شارك وفد منصة آستانا مع 48 من أعضائه في مؤتمر سوتشي للحوار السوري الوطني وكانت رندا قسيس رئيسة المنصة أحد أعضاء الرئاسة للمؤتمر وطالبت أثناء المؤتمر بتشكيل لجنة دستورية سورية للبدء بالحل السياسي، سلمت منصة أستانا للمعارضة السورية تصورها للدستور السوري وذلك خلال اجتماع للمنصة برئاسة رندا قسيس بنائب وزير الخارجية الروسية غنادي غتيلوف، وكانت أبرز نقاطه:
- أن يكون شكل ونظام الحكم في سوريا جمهوريًا برلمانيًا، مع جعل اللامركزية الموسعة أساسًا له.
- فصل الدين عن الدولة.
- إن حاجة السوريين إلى تعميق مبدأ الحياة المدنية الدستورية تتطلب اعتماد حالة مدنية خامسة في قانون الأحوال الشخصية، هذه الحالة المدنية الخامسة تسمح للمواطنين السوريين بعد سن الـ18 باختيار الحالة التي يريدونها في الزواج وغيره من المعاملات الشخصية.
- اعتماد اللغة الكردية والسريانية كلغة رسمية إلى جانب اللغة العربية في منطقة الجزيرة السورية.
- ضمان الدستور السوري المستقبلي لحقوق المرأة السورية كافة من خلال تعزيز دورها ومكانتها في المجتمع بشكل واضحٍ وجلي.
- الفصل بين السلطات الثلاث.
- أن يضمن الدستور توزيعًا عادلًا للثروات والموارد في الدولة السورية.
- إلزامية التعليم في سوريا حتي سن الـ 18 سنة.
- أن يقر الدستور السوري المستقبلي بالحقوق القومية لكل المكونات السورية.
- أن يضمن الدستور الإشراك الفعلى والحقيقي للمهجرين والمغتربين والنازحين السوريين في الحياة السياسية والاقتصادية.
- يحق لكل سوري حاصل على الجنسية السورية بعد 10 سنوات أن يترشح لمنصب رئيس الجمهورية وعضوية البرلمان.